# Spoorlijn Neumünster - Ascheberg
De spoorlijn Neumünster - Ascheberg is een spoorlijn tussen Neumünster en Ascheberg in de Duitse deelstaat Sleeswijk-Holstein. De lijn is als spoorlijn 1041 onder beheer van DB Netze.

## Geschiedenis
Het traject werd door de Altona-Kieler Eisenbahn-Gesellschaft (AKE) op 31 mei 1866 geopend. Op 29 september 1985 werd het personenvervoer stilgelegd. Het goederenvervoer werd op 1 november 1995 stilgelegd. In 1996 werd de spoorbrug bij Ascheberg afgebroken en het spoor bij Neumünster voor een deel door bebouwing weggenomen.

## Treindiensten
De Deutsche Bahn verzorgde het personenvervoer op dit traject met RB met treinen van het type 515.

## Aansluitingen
In de volgende plaatsen was er een aansluiting op de volgende spoorlijnen:
Neumünster
DB 1040, spoorlijn tussen Neumünster en Flensburg
DB 1042, spoorlijn tussen Neumünster en Heide
DB 1043, spoorlijn tussen Neumünster en Bad Oldesloe
DB 1220, spoorlijn tussen Hamburg-Altona en Kiel
Ascheberg
DB 1023, spoorlijn tussen Kiel en Neustadt